# 酒精與乳癌

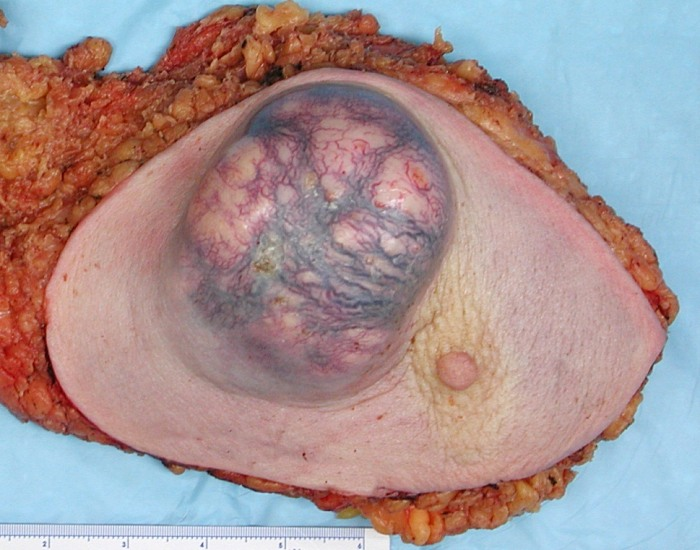
乳房切除術後切下的大型乳癌樣本（本例為侵襲性乳腺管癌）。

酒精與乳癌（英語：alcohol and breast cancer）之間的關係很明確：飲用酒精飲料，包括葡萄酒、啤酒、或是烈酒（蒸餾酒），是罹患乳癌以及其他某些癌症的危險因素。全世界每年因為飲酒而導致超過100,000例的乳癌病例發生。
世界衛生組織（WHO）所屬的國際癌症研究機構宣布，有足夠的科學證據把酒精飲料歸類為導致女性罹患患乳癌的一類致癌物。一類致癌物所包含的是有明確的科學證據證明其為致癌的物質，例如吸食烟草（吸菸）。
一位女人每天平均喝兩單位的酒精，罹患乳癌的風險比平均每天只喝一單位的女人高出8%。即使是少量飲酒 - 每週一到三個單位 - 也會提高罹患乳癌的風險。
重度飲酒者與不飲酒者，以及輕度飲酒者相比，會更容易因為乳癌而死亡。此外, 飲酒數量越多的女人, 越有可能在乳癌初始治愈之後，再度復發。

## 風險發生機制
酒精增加乳癌風險的機制尚未被充分了解，可能是：
- 雌激素和雄激素的水準升高[6]
- 乳腺對致癌物質的易感性受到增強 [6]
- 乳腺DNA損傷擴大[6]
- 乳癌細胞具有更強的轉移潛力[6]

上述風險的強度可能取決於酒精的攝取量。
其他飲食因素（如葉酸缺乏症）、生活習慣（包括使用激素替代療法）、或是生物學特性（如腫瘤細胞中的激素受體的表達），也可能增加酒精對乳癌產生風險的易感性。

## 飲酒婦女所產下的女兒
研究顯示，母親在懷孕期間飲酒，可能會影響其女兒罹患乳癌的可能性。“對於懷孕的女性來說，即使適度飲酒，也可能透過減少褪黑激素或是其他機制，而導致循環雌二醇的水準升高。這可能會影響女兒發育中的乳腺組織，而導致他們終生罹患乳癌的風險遭到提升。”

## 輕度和適度飲酒
輕度飲酒是每週喝一到三個單位的酒，適度飲酒是每天喝一單位左右。輕度和適度飲酒都與有較高罹患乳癌的風險有關聯。然而，少量飲酒與大量飲酒相比，增加乳癌的風險較小。

## 復發
飲酒或不飲酒並不能完全決定治療後乳癌是否會復發。然而，女人攝取酒精越多，癌症復發的可能性就越大。

## 對男性而言
在男性身上比較少發現乳癌，每100,000名男性的發病率不到一例。針對人口把過度飲酒當作危險因素來做研究，所得的結果混雜。有項研究顯示，每日飲酒10克，可能會讓風險增加16%。其他的研究則沒顯示有任何影響，但在這些研究之中只有少數是酗酒者。

## 流行病學
全世界每年大約有144,000婦女被診斷出罹患乳癌，而原因是飲酒所導致。每年約有38,000 名婦女死於由酒精誘發的乳癌。這些人約有80%是重度或中度飲酒者。

## 外部連結
- UK: Committee on Carcinogenicity of Chemicals in Food, Consumer Products Consumption of alcoholic beverages and risk of breast cancer
- UK: Committee on Carcinogenicity of Chemicals in Food, Consumer Products Evidence for association between consumption of alcoholic beverages and breast cancer